# Teoria dell'intersezione
In matematica, e più in particolare in geometria, con il termine teoria dell'intersezione, o anche con teoria dell'intersezione geometrica, si intende lo studio delle intersezioni fra varietà algebriche. Essa si può considerare una parte della geometria enumerativa, parte della geometria algebrica che si occupa di contare oggetti geometrici di tipo ben definito e soggetti a restrizioni esprimibili con equazioni che rendono finito il numero degli oggetti stessi. La teoria dell'intersezione ha quindi forti collegamenti anche con la odierna combinatorica enumerativa.
Già nel XVIII secolo Eulero ed Étienne Bézout hanno studiato il caso delle curve piane ottenendo come risultato principale il fatto che due curve piane di grado m e n che non contengano una componente comune si intersecano sempre in m·n punti.
Per rendere precisa questa affermazione, bisogna operare con i numeri complessi e introdurre i punti all'infinito, estendere cioè il piano affine ordinario al piano proiettivo, e contare ogni punto d'intersezione con la relativa molteplicità.
Nel XIX secolo l'argomento ha conosciuto un forte sviluppo per opera di geometri come Hermann Schubert e Hyeronimus Zeuthen. Il loro interesse principale era la geometria enumerativa, che è quel ramo della geometria algebrica in cui si contano oggetti geometrici di un certo tipo, soggetti a restrizioni che rendono finito il numero delle soluzioni.
All'inizio del XX secolo si è preso in considerazione lo studio delle sottovarietà di dimensione 1, entità che generalizzano i punti di una curva e le curve di una superficie.
Francesco Severi, Beniamino Segre e John Todd in seguito hanno avviato lo studio delle sottovarietà di codimensione maggiore cominciando dai punti di una superficie, oggetti per i quali si riscontrano situazioni particolari di interesse enumerativo.
Negli anni 1930 Andrè Weil, Oscar Zariski e altri hanno avviato un rinnovamento della geometria algebrica e hanno poste basi più rigorose alla teoria dell'intersezione. Un nuovo impulso è stato dato intorno alla metà del secolo da Alexander Grothendieck con l'adozione di potenti mezzi omologici e con l'introduzione dell'idea di motivo (matematica).
Negli anni 1970 W. Fulton e R. Mac Pherson hanno fondato la teoria dell'intersezione su varietà arbitrarie che consente una descrizione soddisfacente delle intersezioni. Successivamente Stuckrad e Vogel, indipendentemente, hanno sviluppato un efficiente metodo algoritmico aprendo la possibilità di servirsi di sistemi di algebra computazionale.
Vanno poi segnalati gli sviluppi stupefacenti conseguenti alla scoperta, a metà degli anni 1980 di notevoli fatti enumerativi nello studio della teoria delle stringhe, in particolare ad opera di Edward Witten.
Altri collegamenti notevoli si hanno con la K-teoria iniziati ancora da Grothendieck e approfonditi da Bloch, Daniel Quillen e altri.